# 99. brigada HV
99. brigada Hrvatske vojske utemeljena je 12. svibnja 1991. na području tadašnje općine Peščenica – Zagreb i taj se datum obilježava kao Dan Brigade. 
Mobilizacija brigade izvršena je 17. rujna 1991. na temelju zapovijedi ministra obrane RH. U 1991. mobilizirano je 2.686 vojnih obveznika, a tijekom Domovinskog rata (1991. – 1995.) kroz Brigadu je prošlo 8.260 branitelja. U vrijeme mobilizacije Brigada je imala status "R" brigade ZNG-a, a ustrojbeno je pripadala Zapovjedništvu Zagrebačkog korpusa ZNG-a.

## Ratni put
Godine 1991. djelovala je na pokupskom ratištu, blokadi vojarni Borongaj-Zagreb i Pleso-Velika Gorica, novogradskom ratištu, 1992. na novogradiškom ratištu, sisačko-banovinskom ratištu, 1993. na slunjskom ratištu, 1994. na ličkom ratištu, 1995. na ličkom ratištu, vojno-redarstvenoj operaciji Oluja, osiguravala je željezničke pruge u Zdenčini, pretres Petrove i Zrinske gore, osiguranje državne granice u rajonu Dvora na Uni.
U Brigadi je tijekom Domovinskog rata poginuo 21 pripadnik; 1991. (11), 1992. (8), 1994. (1) i 1995. (1) ukupno 21.
Zapovjednici Brigade: Krešimir Soldo, Stjepan Perković, Ivica Babić, Nermin Katadžić, Vlado Blažinović.
Brigada je 20. listopada 1996. primila Zahvalnicu Zapovjedništva Zbornog područja HV-a Karlovac. Zapovjedništvo 99. brigade, u suradnji s Hrvatskim časničkim zborom Peščenica organiziralo je dvije zapažene foto izložbe i izdalo dvije brošure o ratnom putu 99. brigade ZNG – HV-a. 

## Odlikovanja
Odlikovana je Redom Nikole Šubića Zrinskog, a za iskazano junaštvo njezinih pripadnika u Domovinskom ratu.

## Vanjske poveznice
- 99. brigada HV (Peščenica – Zagreb)

### Ostali projekti
|  | Wikiknjige imaju gradivo o temi Domovinski rat/Sadržaj/Hrvatske postrojbe/Zagrebačka županija |